# صاریغ راه‌راه بلوطی
صاریغ راه‌راه بلوطی (نام علمی: Monodelphis rubida) نام یک گونه از سرده تک‌زهدان‌ها است.